# Auradou
Auradou é uma comuna francesa na região administrativa da Nova Aquitânia, no departamento Lot-et-Garonne. Estende-se por uma área de 11,11 km². Em 2010 a comuna tinha 419 habitantes (densidade: 37,7 hab./km²).